# باشگاه فوتبال اورزلی
باشگاه فوتبال اورزلی (به انگلیسی: Eversley & California Football Club) یک باشگاه فوتبال در شهر اورزلی، در کشور انگلستان است که در سال ۱۹۱۰ میلادی تأسیس شده‌است.